# Jurij Melichov
Jurij Afanas'evič Melichov (in russo Юрий Афанасьевич Мелихов?; Leningrado, 1º aprile 1937 – febbraio 2000) è stato un ciclista su strada sovietico, dal 1991 russo.

## Palmarès

### Olimpiadi
- 1 medaglia:
  - 1 bronzo (Roma 1960 nella corsa a cronometro a squadre)

### Mondiali
- 1 medaglia:
  - 1 bronzo (Rocourt 1963 nella corsa a cronometro a squadre)